# Nikon D80
Die Nikon D80 ist eine digitale Spiegelreflexkamera des japanischen Herstellers Nikon, die im September 2006 in den Markt eingeführt wurde.

## Technische Merkmale

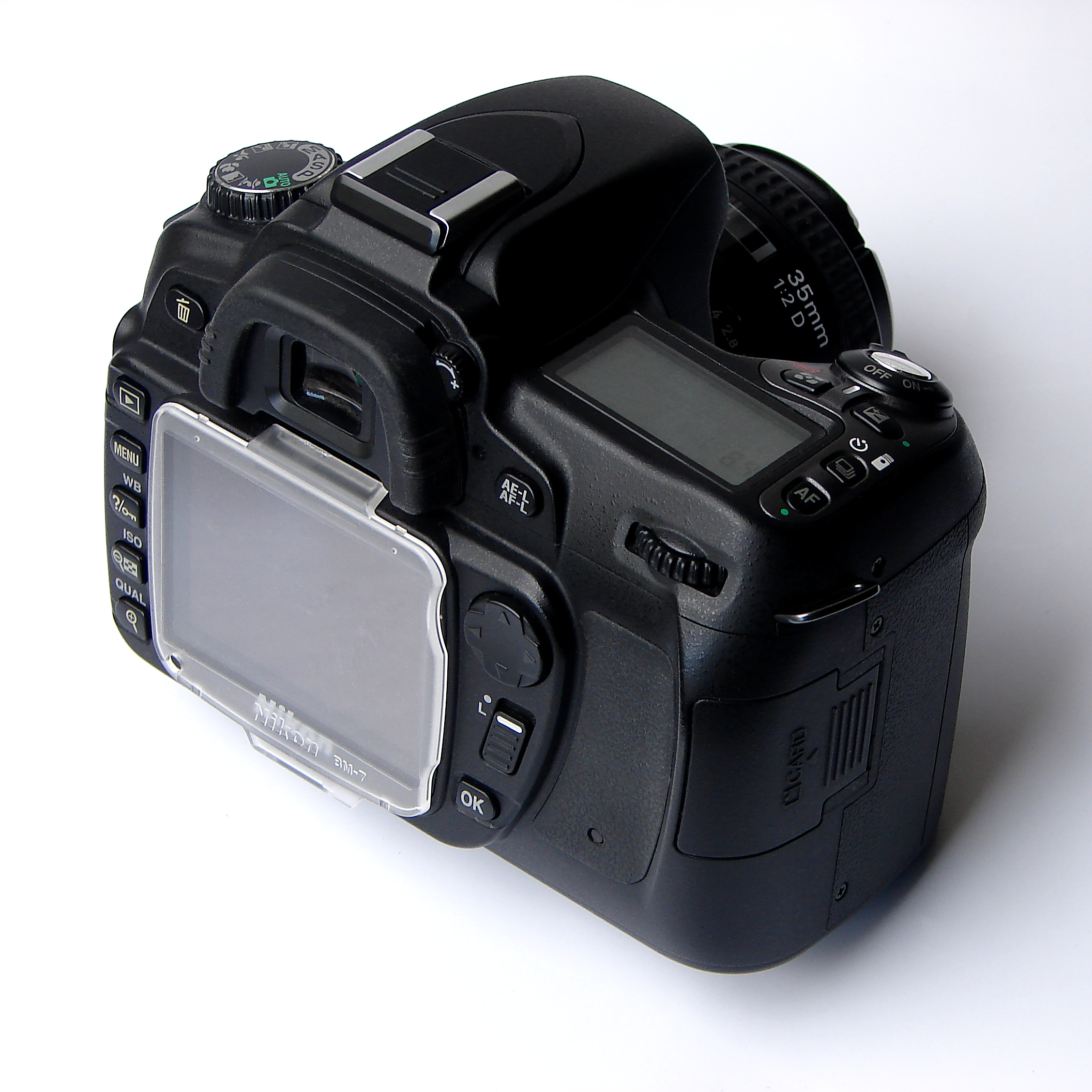
Rückseite der Kamera

Die Kamera verfügt über einen RGB-CCD-Fotosensor mit einer Auflösung von 10,2 Megapixeln (entsprechend 3872 × 2592 Bildpunkten). Er besitzt eine Größe von 23,6 mm × 15,8 mm (Herstellerbezeichnung DX-Format). Bilder können im JPEG- oder im proprietären RAW-Format NEF mit 12 Bit Farbtiefe pro Kanal abgespeichert werden.
Die Kamera besitzt eine fest auf etwa 0,4 s eingestellte Spiegelvorauslösung, ein Autofokusmodul Nikon Multi-CAM1000, sowie ein 3D-Color-Matrix-Belichtungsmesssystem.
Der Belichtungsindex lässt sich wahlweise von ISO 100 bis 1600 automatisch oder manuell von ISO 100 bis 3200 einstellen. Die Belichtungszeit ist variabel zwischen 1/4000 Sekunde (1/200 Sekunde bei Verwendung des internen Blitzes) und 30 Sekunden. Außerdem steht eine Langzeitbelichtung (Bulb) zur Verfügung. Der eingebaute 2,5"-TFT-LCD-Monitor lässt sich von allen Seiten im Winkel von 170° betrachten und bietet eine QVGA-Auflösung (320 × 240 Pixel).
Die Stromversorgung der Kamera wird standardmäßig über einen 1500 mAh starken Lithium-Ionen-Akku des Typs EN-EL3e übernommen. Über einen optionalen Batteriegriff lassen sich auch konventionelle Mignonzellen-Akkus (AA) einsetzen.
Die Kamera verfügt über einen ausklappbaren Blitz sowie einen Blitzschuh für externe Blitzgeräte mit der herstellereigenen Nikon-iTTL-Messung. Als Speichermedium lassen sich SD- bzw. SDHC-Speicherkarten verwenden.

## Zubehör
Für die Kamera wurde diverses Zubehör angeboten, unter anderem ein Batteriegriff mit Hochformatauslöser (MB-D80).